# ガルボ (菓子)
ガルボ（galbo）は、株式会社明治が販売するチョコレート菓子の商品名。1996年に当時の明治製菓から発売された。
チョコレートの濃い味がしながら歯ごたえのある食感が特徴で、近年は派生品の発売が目立つ。

## 商品ラインナップ

### 現在販売されている商品
- ガルボ（旧ガルボミニ）

### 以前販売されていた商品
- ガルボ（六本入り）
- ガルボチップス
- ガルボボール
- ガルボキューブ
- ガルボツイスト
- 濃いガルボ

## CMキャラクター
- 広末涼子
- 三浦春馬（2011年）
- トリンドル玲奈（2012年）
- 石原さとみ（2014年 - ）
- 中島健人 菊池風磨 （Sexy Zone）（2019年 - ）[1]
- 小松菜奈(2021年-)